# Protestas en Camerún de 2008
Las protestas en Camerún de 2008 fueron una serie de manifestaciones violentas en Camerún que tuvieron lugar del 25 al 29 de febrero de 2008. Las protestas siguieron a una huelga de los trabajadores del transporte, que se oponían a los altos precios del combustible y las malas condiciones de trabajo. El anuncio del presidente Paul Biya que quería enmendar la constitución para eliminar los límites de los mandatos había causado más disturbios políticos; sin tal enmienda, tendría que dejar el cargo al final de su mandato en 2011. Grandes grupos de jóvenes, a quienes el partido de oposición Frente Socialdemócrata (SDF) y el gobierno se culpan mutuamente de organizarlos, tomaron las calles de Duala, Yaundé, Bamenda y otras ciudades importantes, saqueando y destrozando propiedades. El gobierno envió tropas para reprimir los disturbios, y tanto los manifestantes como las tropas murieron. El recuento oficial del gobierno es que 40 personas murieron, pero los grupos de derechos humanos afirman que en realidad serían 100. Las cifras del gobierno sitúan los daños a la propiedad en decenas de miles de millones de francos CFA (15.2 millones de euros o 23.4 millones de dólares estadounidenses).
En respuesta a las protestas, el presidente Biya redujo el costo del combustible, aumentó los salarios de los funcionarios públicos y del personal militar, redujo los aranceles pagados al cemento y suspendió los aranceles sobre productos esenciales como aceite de cocina, pescado y arroz. Las fuerzas gubernamentales también afirmaron haber arrestado a más de 1600 personas y haber procesado a 200. En cambio, los grupos de derechos humanos afirmaron que más de 2000 personas habían sido arrestadas solo en Duala y criticaron los juicios por ser demasiado rápidos, secretos y severos. El gobierno también ha tomado medidas contra artistas, medios de comunicación y periodistas a quienes acusa de amenazar la estabilidad nacional.

## Causas
Las protestas surgieron a raíz de una huelga del sindicato de transporte urbano. El sindicato estaba en desacuerdo con el aumento de los precios del combustible y las malas condiciones laborales en Camerún; por lo que programaron una huelga para el 25 de febrero de 2008. Se fomentaron más disturbios en respuesta al alto costo de vida en Camerún, alto desempleo entre los jóvenes, y la propuesta del presidente Paul Biya de enmendar la constitución para abolir los límites de mandato en la presidencia y permitirle postularse. en las elecciones de 2011. Biya ha sido presidente de Camerún desde 1982. El 23 de febrero, la policía disolvió una protesta no autorizada de varios cientos de cameruneses, quienes se oponían a las reformas constitucionales propuestas por Biya, y supuestamente lanzó gas lacrimógeno y cañones de agua contra los manifestantes, matando a uno. Las condiciones en Duala fueron pacíficas al día siguiente hasta esa noche, cuando se escucharon disparos cerca del aeropuerto internacional de Duala.
Según Hamidou Yaya Marafa, el gobierno de Camerún se enteró en enero de que el Frente Socialdemócrata (SDF), la principal oposición al partido gobernante Movimiento Democrático del Pueblo Camerún (CPDM), había formulado un plan al que llamaron "Operación Kenia" para traer inestabilidad a Duala, la ciudad más grande de Camerún. En respuesta, el gobierno prohibió indefinidamente las manifestaciones callejeras en la provincia del Litoral, donde se encuentra Duala. Por eso los líderes de las SDF se reunieron en la casa de Bamenda del presidente del partido, John Fru Ndi, a fines de enero, afirman los funcionarios del gobierno, con el objetivo de organizar manifestaciones callejeras en todo el país. Marafa dice que las SDF planeaban que miembros del gobierno y del sector civil participaran en las protestas. Mientras tanto, las SDF supuestamente ofrecieron capacitación a los jóvenes sobre cómo organizar una manifestación callejera efectiva.
Fru Ndi y las SDF han rechazado las afirmaciones del gobierno, citando varias protestas pacíficas lideradas por las SDF en el pasado. Fru Ndi le dijo al gobierno que considerara sus propias políticas como la causa de los disturbios. Fru Ndi dijo que tenía información que implicaba a funcionarios del gobierno con "[manipular] el aparato del Estado y su sistema de información" en un intento por desviar la atención de su propia corrupción.

## Eventos
Las protestas comenzaron el 25 de febrero de 2008 en Duala. Debido a la huelga de transporte programada, las calles estaban vacías de todo tráfico, excepto el transporte utilizado por las fuerzas gubernamentales. Esa mañana se informó de fuertes disparos y quemas de automóviles, neumáticos y vegetación para bloquear las carreteras y puentes principales. Mientras tanto, grupos de jóvenes saquearon y destrozaron propiedades, incluidas estaciones de servicio y una tienda minorista. Los informes de la radio nacional dijeron que un edificio del ministerio de finanzas, un ayuntamiento y otras estructuras gubernamentales estaban en llamas. IRIN informó haber visto un tiroteo entre manifestantes y la policía en el aeropuerto y haber presenciado víctimas de heridas de bala en la ciudad.
El 26 de febrero, el gobierno acordó una reducción en los precios de la gasolina a 6 francos CFA (menos de 1 centavo estadounidense) por litro, y el sindicato del transporte suspendió su huelga esa noche. El jefe del sindicato de taxis, Jean Collins, dijo a Radio Francia International que "ya no es un buen momento para la huelga con el vandalismo actual". Sin embargo, la violencia ya se había salido de control a estas alturas y continuaba.
El 2 de febrero, las protestas se habían extendido a otras ciudades de Camerún. Las cifras del gobierno muestran que las protestas eventualmente se extendieron a 31 áreas municipales en cinco de las diez provincias de Camerún: el Centro, Litoral, Noroeste, Sudoeste y Oeste. Marafa afirma que las SDF transportaron a jóvenes en puntos calientes, incluidos Bafoussam I, Bamenda, Duala y Yaundé. Al parecer, las fuerzas gubernamentales detuvieron esos convoyes frente a las principales ciudades los días 25 y 27 de febrero.
Los testigos informaron de fuertes disparos en Yaundé el 27 de febrero. Un residente informó que los alborotadores saquearon y quemaron un mercado. El gobierno inundó de soldados las calles de la capital. Los manifestantes arrojaron piedras y erigieron barricadas en llamas. Las fuerzas gubernamentales respondieron con gases lacrimógenos. Se estacionaron tropas en toda la ciudad y en estaciones de servicio, y se levantaron barricadas. En otras ciudades se utilizaron métodos similares y las tropas de Duala utilizaron cañones de agua. Mientras tanto, testigos denunciaron víctimas de heridas de bala en las calles.
Según la BBC, las tropas se enfrentaron a unos 2000 manifestantes en un puente en Duala y unas 20 personas cayeron al río.
Los manifestantes marcharon con carteles exigiendo la renuncia de Biya y la reducción del costo del combustible y los productos derivados del petróleo. En Bamenda, los manifestantes, supuestamente armados con botellas de gasolina, piedras y palos, amenazaron con incendiar la escuela a menos que los estudiantes vinieran con ellos, posiblemente para usarlos como escudos humanos contra las fuerzas gubernamentales. Un internado informó que los manifestantes se llevaron a 200 adolescentes, pero que al resto de los niños se les permitió quedarse. Los informes indican que se produjeron situaciones similares en otras escuelas. La mayoría de los niños lograron escapar. Otros irrumpieron en la Delegación de Asuntos Sociales y robaron 4 millones de francos CFA. El gobierno acusó al alcalde del consejo de Njombe-Penja de liderar a un grupo de manifestantes en un ataque a una estación de gendarmería en su ciudad. Posteriormente, el alcalde fue suspendido por este acto y por presunta mala gestión de los fondos municipales.
Mientras tanto, el gobierno informa que 2 italianos en Camerún fueron secuestrados en Duala como parte de la violencia. Los llevaron a Bamenda, donde sus secuestradores exigieron un rescate. Finalmente fueron liberados ilesos y no se pagó ningún rescate. Un informe de The Associated Press, por otro lado, dice que las víctimas fueron una mujer croata y una mujer italiana y que un periódico croata ha declarado que efectivamente se pagó un rescate.
Los disturbios continuaron hasta el 29 de febrero de 2008.

## Consecuencias
El gobierno de Camerún ha celebrado tres conferencias de prensa sobre la crisis. El 27 de febrero, el presidente Biya hizo una aparición poco común en la televisión estatal. Acusó a "ciertos políticos", a quienes denominó "aprendices de brujo en las sombras" de fomentar el malestar y de intentar orquestar un golpe de Estado.
El 27 de febrero, el gobierno redujo los costos de combustible. El 7 de marzo, Biya declaró un aumento salarial del 15% para los empleados de la administración pública que entraría en vigor el 1 de abril y suspendió los aranceles pagados sobre productos básicos como aceite de cocina, pescado y arroz. También aumentó el sueldo del personal militar. El gobierno redujo el arancel pagado por el cemento del 10% al 20% para abordar la escasez de materiales de construcción. También anunció planes para analizar los cargos bancarios y telefónicos.
El gobierno afirmó haber arrestado a más de 1600 personas y haber encontrado a 200 culpables de saqueo y destrucción de bienes con sentencias de seis meses a tres años. Los grupos de derechos humanos afirman que el número real de arrestos es mucho mayor, con hasta 2000 arrestos solo en Duala. Al 26 de marzo de 2008, según informes, 800 acusados se encontraban recluidos en la prisión central de Duala y el gobierno había presentado cargos contra entre 1000 y 1500 ciudadanos. Estas organizaciones y el Colegio de Abogados de Camerún se pronunciaron en contra de los juicios, calificándolos de sumarios y secretos, con sentencias extremas. Un abogado en Yaundé afirmó que los acusados no tenían tiempo para preparar una defensa, y un abogado en Duala dijo que había pruebas de que los detenidos habían sido torturados. Según un informe, los acusados son juzgados en masa (un juicio tuvo más de 150 acusados) y no se avisa de antemano a los abogados defensores a quienes no se les dio acceso a los informes y archivos policiales.
El 5 de marzo, Jean-Michel Nintcheu, presidente de las SDF en la provincia del Litoral, fue arrestado en Duala acusado de violar la prohibición gubernamental de manifestaciones públicas. El 7 de marzo, Nintcheu anunció que las SDF estaban cancelando las manifestaciones en la provincia del Litoral debido a "los recientes disturbios que sacudieron muchas partes de la provincia, ocasionando muertes y destrucción de propiedades". Otro líder de las SDF fue arrestado en el aeropuerto cuando intentaba viajar a Europa. Fue acusado de ser el autor intelectual de las manifestaciones.
Algo de calma había regresado a las ciudades de Camerún el 8 de marzo. Sin embargo, los cameruneses informan que las represalias del gobierno y el temor a otro levantamiento han creado un "clima de terror" en el país.
Los medios internacionales han afirmado que el gobierno ha censurado con mano dura a la prensa en Camerún e intimidado a los periodistas con métodos que incluyen golpizas y confiscación de equipos. El 8 de marzo, el gobierno había cerrado tres medios de comunicación, afirmando que las medidas eran en interés de la "estabilidad y el orden social".
Al 10 de marzo, según informes, las tropas registraban viviendas en Kumba I en busca de propiedades robadas. El periódico The Post, ubicado en Buea, afirma que las tropas "torturan y arrestan" a cualquiera que esté en posesión de bebidas o equipos informáticos presuntamente robados. Si la casa está libre de tales artículos, se dice que las tropas destruyen los equipos de radio y televisión. Algunos vecinos acusan a los soldados de violar a mujeres y robar dinero. Según los informes, un hombre se suicidó antes de ser arrestado después de que las tropas supuestamente encontraran 25 cajas de bebidas robadas en su casa el 6 de marzo.
A pesar de las protestas, la Asamblea Nacional votó para cambiar la Constitución para eliminar los límites de mandato el 10 de abril de 2008. Dado el control de la Asamblea Nacional por parte del CPDM, el cambio fue aprobado por abrumadora mayoría, con 157 votos a favor y 5 en contra; los 15 diputados de las SDF optaron por boicotear el voto en protesta, denunciándolo como un "golpe constitucional". El cambio también preveía que el presidente gozaría de inmunidad procesal por sus acciones como presidente después de dejar el cargo.

## Muertes y daños
Al 10 de marzo de 2008, las cifras oficiales del gobierno sitúan el número de muertos en 40, lo que incluye tanto al personal de seguridad del gobierno como a la población civil. 30 de las muertes solo en Duala, con dos muertos en Yaundé y ocho en las provincias del noroeste, suroeste y oeste combinadas.
El 7 de marzo, la Casa de los Derechos Humanos (MDH), una organización de derechos humanos de Camerún afirmó que el total de muertes era "más de 100". El gobierno negó estas cifras.  Según Madeleine Affite, miembro del MDH, en un solo incidente murieron 18 personas en Duala. Las fuerzas gubernamentales tenían a los manifestantes atrapados en el puente del río Wouri y la gente se arrojó al río desesperada. Affite dice que los agentes del gobierno les han dicho a los pescadores locales que presenciaron el incidente que se callaran. En otro incidente, se informó que 20 manifestantes murieron en Duala cuando las fuerzas gubernamentales dispararon contra ellos. También afirmó que el gobierno ha ordenado a las morgues que no entreguen los cuerpos de las víctimas para mantener en secreto la magnitud de las muertes causadas en las protestas. Afité afirma que las prohibiciones se extienden a fotografiar los restos o publicar los resultados de las autopsias de quienes murieron en las protestas.
Según el gobierno, durante las protestas, los manifestantes saquearon bares, panaderías, edificios gubernamentales, sitios industriales, 33 estaciones de servicio, farmacias, quioscos de venta, estaciones de seguridad y vehículos. El gobierno estima el daño causado por las protestas en diez mil de millones de francos CFA (15.2 millones de euros o 23.4 millones de dólares estadounidenses). El portavoz del gobierno afirmó que Camerún había recibido un golpe tanto a su economía como a su reputación. El ministro de Finanzas, Johnson Kum Ofon, calculó los daños sufridos solo por Kumba en 695 millones de francos CFA (1.7 millones de dólares estadounidenses o 1.1 millones de euros), más que la cantidad total asignada para mejoras de infraestructura en 2008.
El 12 de abril de 2008, el líder de la oposición de las SDF, John Fru Ndi, pidió un día de luto nacional para el 21 de abril de 2008 para conmemorar a los que murieron durante las protestas y la "muerte de la democracia" en Camerún debido a las enmiendas de abril de 2008 a la Constitución para permitir el presidente se postulará por más de dos mandatos.
- Datos: Q4610694

1. 1 2 3 4 5  Anonymous (10 March 2008). "Cameroon government raises violence death toll to 40 Archivado el 14 de marzo de 2008 en Wayback Machine.", Agence France-Presse. Retrieved 12 March 2008.
2. 1 2 3 4 5 6 7  Ghartey-Mould, Will (10 March 2008). "40 people killed in Cameroon clashes", Afrik.com. Retrieved 12 March 2008.
3. 1 2 3 4 5 6  IRIN (25 February 2008). "CAMEROON: Douala burns as taxi strike turns into general rioting". UN Office for the Coordination of Humanitarian Affairs. Retrieved 13 March 2008.
4. 1 2 3  Anonymous (29 February 2008). "Deadly violence rages in Cameroon", BBC News. Retrieved 13 March 2008.
5. 1 2 3 4  N., M. A. (11 March 2008). "Cameroon: Startling Revelations", Cameroon Tribune. Retrieved 12 March 2008.
6. ↑  Anonymous (3 March 2008). "Fru Ndi, Bishop Esua, Achidi Achu, Others React", The Post Online. Retrieved 12 March 2008.
7. 1 2 3 4 5 6 7  Nkemngu, Martin A. (11 March 2008). "Facts and Figures of the Tragic Protests", Cameroon Tribune. Retrieved 12 March 2008.
8. 1 2 3 4 5  IRIN (27 February 2008). "CAMEROON: Unrest spreads to Yaoundé even after taxi strike ends", UN Office for the Coordination of Humanitarian Affairs. Retrieved 13 March 2008.
9. 1 2 3 4  Anonymous (28 February 2008). "Cameroon head blames opposition", BBC News. Retrieved 13 March 2008.
10. 1 2  Ngoh, Olive Ejang Tebug (17 March 2008). "Meme Finance Controller Assesses Damage on Public Structures", The Post Online. Retrieved 18 March 2008.
11. ↑  Anonymous (6 March 2008). "Croatian, Italian Kidnapped in Cameroon". The Associated Press. Retrieved 12 March 2008.Uso incorrecto de la plantilla enlace roto (enlace roto disponible en Internet Archive; véase el historial, la primera versión y la última).
12. 1 2 3 4 5  IRIN (8 March 2008). "Cameroon rights groups seek justice for media and marchersUso incorrecto de la plantilla enlace roto (enlace roto disponible en Internet Archive; véase el historial, la primera versión y la última).", Kenya Today. Retrieved 12 March 2008.
13. 1 2 3 4  «Cameroon cuts prices after riots: Africa: News: News24». web.archive.org. 12 de marzo de 2008. Archivado desde el original el 12 de marzo de 2008. Consultado el 12 de agosto de 2021.
14. 1 2  Lukong, Pius, and Antony Sguazzin (8 March 2008). "Cameroon Raises Pay, Cuts Wheat, Palm-Oil Taxes After Riots". Bloomberg.com. Retrieved 12 March 2008.
15. 1 2 3 4  «"Climate of terror" in Cameroon - Radio Netherlands Worldwide - English». web.archive.org. 29 de marzo de 2008. Archivado desde el original el 29 de marzo de 2008. Consultado el 12 de agosto de 2021.
16. 1 2  Musa, Tansa (5 March 2008. "Cameroon activists say riots kill more than 100", Reuters, p. 2. Retrieved 12 March 2008.
17. ↑  Musa, Tansa (5 March 2008). "Cameroon activists say riots kill more than 100", Reuters, p. 3. Retrieved 12 March 2008.
18. ↑  Pefok, Joe Dinga (10 March 2008). "Littoral SDF Chairman Arrested, Interrogated", The Post Online. Retrieved 12 March 2008.
19. ↑  Ngoh, Olive Ejang Tebug (10 March 2008). "Troops Brutalise Kumba Denizens after Strike", The Post Online. Retrieved 12 March 2008.
20. ↑  «Wayback Machine». web.archive.org. 22 de mayo de 2011. Archivado desde el original el 22 de mayo de 2011. Consultado el 12 de agosto de 2021.
21. ↑  «Le Messager». web.archive.org. 13 de abril de 2008. Archivado desde el original el 13 de abril de 2008. Consultado el 12 de agosto de 2021.